# Mayak (Cibeber)
Mayak is een bestuurslaag in het regentschap Cianjur van de provincie West-Java, Indonesië. Mayak telt 6368 inwoners (volkstelling 2010).